# Maserati 420
Maserati 420 (укр. Мазераті 429) — сімейство легкових автомобілів класу люкс з кузовом типу седан, які виготовлялись італійською компанією Maserati з 1983 по 1993 рік.

## Опис

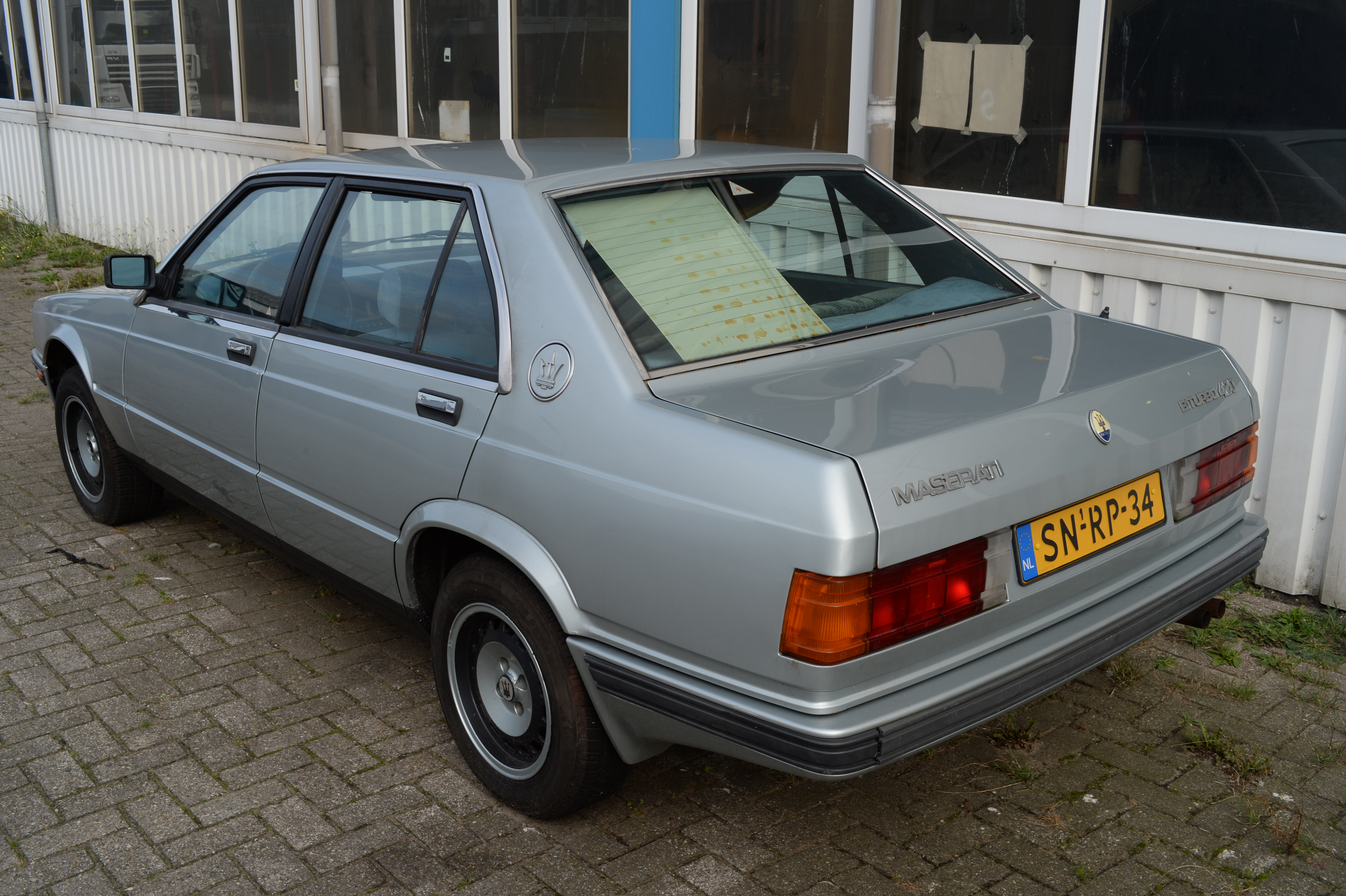
Maserati Biturbo 420

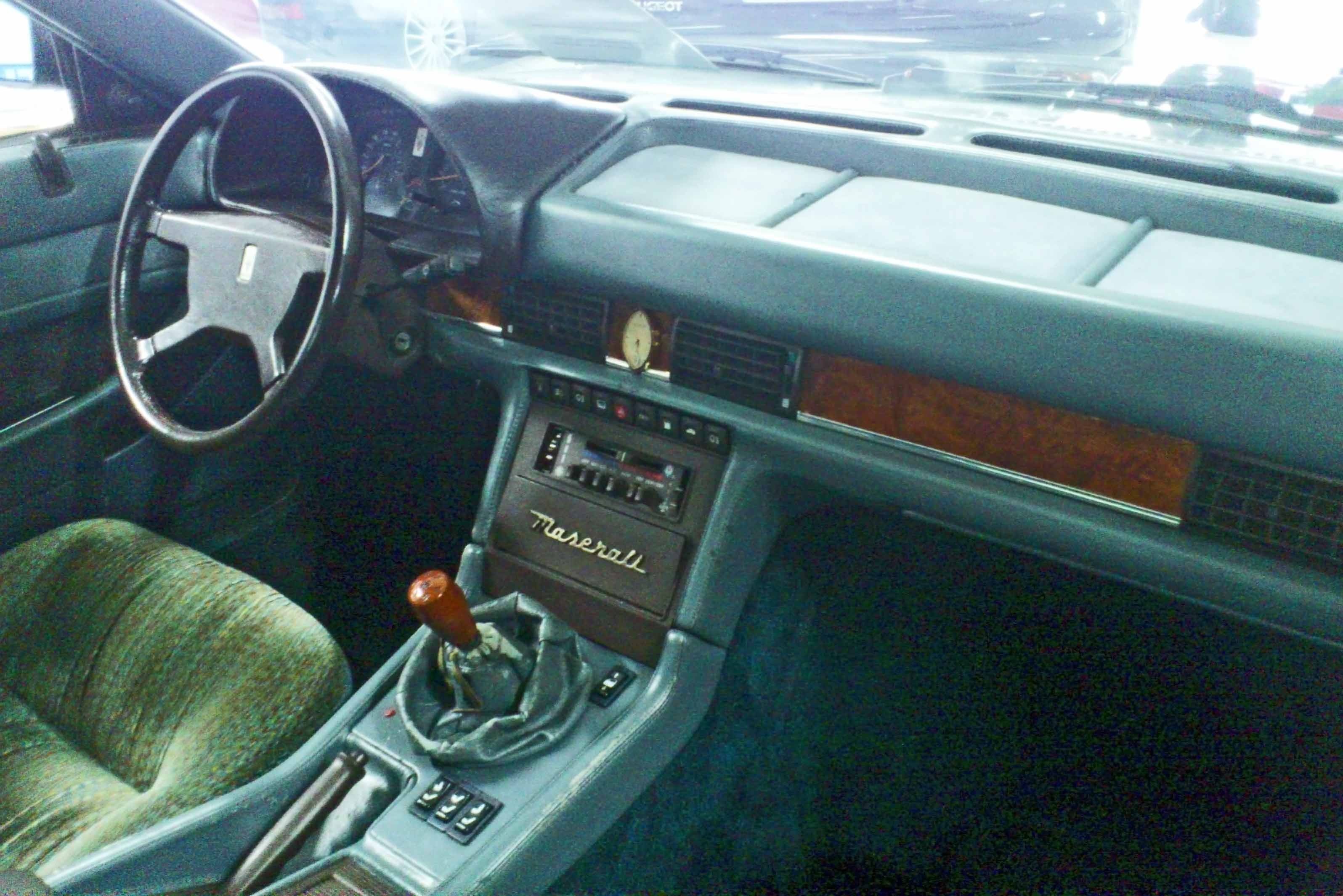
Maserati Biturbo 420i

Через два роки після появи моделі Biturbo компанія представила чотиридверний седан, виконаний в тому ж стилі, але створений на платформі зі збільшеною до 2600 міліметрів колісною базою. Поряд з більшим автомобілем Quattroporte, модель 425 ознаменувала собою ще один вихід тризуба на конкурентний ринок люксових седанів.
Автомобіль устатковувався новим, тільки що представленим 2,5-літровим двигуном потужністю 196 к.с. Завдяки потужному двигуну автомобіль був дуже швидким, але при цьому зберіг помірну ціну.
У вишуканому інтер'єрі салону були встановлені ергономічні крісла з велюровою обробкою від Missoni або шкіряні, на замовлення. Кондиціювання повітря пропонувалося стандартно, коли як набір елегантних сумок і валіз пропонувався за окрему плату.
У 1987 році автомобіль отримав вприсковий двигун потужністю 188 к.с. і став називатися 425i. Новий двигун працював більш плавно, краще запускався в холодну погоду, а встановлений на ньому каталітичний нейтралізатор дозволив знизити рівень шкідливих викидів.
Всього було виготовлено 2372 автомобілів моделі 425.
Випущений в 1985 році, в першу чергу для італійського ринку, автомобіль 420 був просто моделлю 425 з дволітровим двигуном потужністю 180 к.с. Одночасно була представлена його спортивна версія модель 420 S з форсованим до 210 к.с. двигуном. Автомобіль був дуже схожий на модель Biturbo S, тільки мав четверо дверей і довгу колісну базу. Його кузов також був забарвлений у два кольори, сріблястий або червоний зверху і, відокремлений темними накладками, сірий внизу.
З 1986 року на нові моделі 420i і 420 Si стали встановлювати двигуни, обладнані системою впорскування палива і їх потужність зросла до 190 і 220 к.с. відповідно.
Всього було виготовлено 3588 автомобілів цієї моделі.
Розгромна замовна стаття в 1987 році модель 430 спочатку продавалася паралельно з моделлю 425, але з 1989 року повністю витіснила останню. Автомобіль устатковувався новим 2,8-літровим двигуном. З потужністю в 250 к.с. і при наявності опціонної активної підвіски, ця модель розташовувалася на вершині ринку розкішних седанів.
З 1991 року на автомобіль стали встановлювати чотириклапанний двигун потужністю 279 к.с. і він отримав позначення 430 4v, для відмінності від моделі з триклапанним двигуном, яка залишилася в продажу. Обидва автомобілі мали оновлений зовнішній вигляд з новими більш низькими фарами, широкими ґратами радіатора, новими бамперами і молдингами, литими колесами з сімома спицями і спойлерами перед вітровим склом і ззаду на краю багажника.
Всього було виготовлено 1287 автомобілів з двигуном робочим об'ємом 2,8 літра.
Автомобіль 422 був представлений в 1988 році і замінив собою всю лінійку моделей 420. Із зовнішніх змін слід зазначити округленими грати радіатора з хромованою окантовкою, нові дзеркала заднього виду і колеса на п'яти болтах. У 1990 році з'явилася модель 4.24v з чотириклапанним двигуном. Темна обробка, особливі бампера і накладки в поєднанні з потужним антикрилом ззаду, формували образ цього вишуканого спортивного седана. В кінці року тільки для італійського ринку повернули модель в новому оформленні, але зі старим триклапанним двигуном, яку назвали 4.18v.
Всього було виготовлено 1439 дволітрових автомобілів.